# David Giménez Carreras
David Giménez Carreras (Barcellona, 1964) è un direttore d'orchestra spagnolo.

## Biografia
Nato a Barcellona in una famiglia in cui brilla il nome di suo zio José Carreras, il maestro David Giménez Carreras iniziò la sua formazione musicale nel Conservatorio del Liceu di Barcellona per poi in seguito perfezionarsi nella Hochschule für Musik di Vienna e, con Sir Colin Davis, nella Royal Academy of Music di Londra. Dopo il suo debutto ad Amburgo con la Orchestra Sinfonica della città, ha diretto orchestre e cantanti in tutto il mondo in sale da concerto come la Royal Albert Hall di Londra, la Konzerthaus di Vienna o il Carnegie Hall e l'Avery Fisher Hall di New York oltre ovviamente al Palau de la Música della sua città natale.
In poco più di dieci anni David Giménez ha diretto più di 200 orchestre ed è stato uno dei pochi musici spagnoli che è salito sul podio della Filarmonica di Vienna. Un breve elenco delle orchestre con cui ha collaborato include la Zurich Tonhalle, London Symphony Orchestra, Chicago Symphony Orchestra, Orquestre de Paris, Orchestra della Royal Opera House del Covent Garden, Hamburger Symphoniker e la Philharmonia Orchestra di Londra. Per quanto riguarda la direzione di concerti sinfonici, ha collaborato con interpreti importanti come Yo-Yo Ma o Vadim Repin anche se parte importante del suo repertorio, sia per gusti personali che per il percorso intrapreso durante la sua carriera, è la direzione di opere liriche. Ha diretto nella Staatsoper di Vienna (Carmen e Sly), nella Deutsche Oper di Berlino (Aida), nel Gran Teatre del Liceu di Barcellona (Sly), nel Teatro Real di Madrid (La Bohème) e in molte altre città europee -Las Palmas de Gran Canaria (Manon e La Vedova Allegra)- e del mondo- Washington (Sly); Tokio (Samson et Dalila e Cavalleria rusticana.
Recentemente ha diretto Carmen al Festival di Cap Roig in Spagna, e durante la stagione 2007-08 tra i suoi impegni si elencano la Messa da Requiem di Verdi nel Palau de la Música Catalana con Verónica Villarroel, Nancy Fabiola Herrera, Aquiles Machado, Stefano Palatchi e il coro catalano dell'Orfeó Catalá. Inoltre ha diretto un concerto di zarzuela (genere operistico popolare spagnolo) con José Bros e María Gallego nel Teatro de La Zarzuela di Madrid, Roméo et Juliette nel Teatro Villamarta di Jerez, un concerto nel Palau de la Música Catalana con José Carreras e Ainhoa Arteta, un concerto sempre con Carreras nella Opera di Sydney, La Bohème a Timișoara in Romania e un tour di concerti con il tenore Roberto Alagna che lo ha portato a Madrid, Pamplona e Parigi.
Dal settembre 2006 è direttore titolare della Orquestra Simfònica del Vallès, orchestra catalana con la quale lavora per diversi concerti durante l'anno. Inoltre nel settembre 2007 è stato scelto come principale direttore invitato della Filarmonica "George Enescu" di Bucarest.
Nel 2009 dirigerà la Sinfonia Pastorale di Beethoven con la Orquestra Simfònica del Vallès, la Quarta di Mahler con la George Enescu Philharmonic Orchestra, Requiem di Mozart con José Bros e l'Orfeón Donostiarra, un concerto con Isabel Rey nel Palau de la Música Catalana, una tournée di concerti in Asia e un concerto con il soprano Kiri Te Kanawa a Mosca.

## Discografia
La discografía include registrazioni per Koch-Schwann, Erato, Discmedi e RCA Victor/BMG Classics.

## Repertorio
| Opera                | Autore       |
| -------------------- | ------------ |
| Carmen               | Bizet        |
| Don Pasquale         | Donizetti    |
| L'elisir d'amore     | Donizetti    |
| Andrea Chénier       | Giordano     |
| Fedora               | Giordano     |
| Faust                | Gounoud      |
| Roméo et Juliette    | Gounoud      |
| Die lustige Witwe    | Léhar        |
| Cavalleria rusticana | Mascagni     |
| Manon                | Massenet     |
| Werther              | Massenet     |
| Don Giovanni         | Mozart       |
| Le nozze di Figaro   | Mozart       |
| La bohème            | Puccini      |
| Madama Butterfly     | Puccini      |
| Manon Lescaut        | Puccini      |
| Tosca                | Puccini      |
| Turandot             | Puccini      |
| Samson et Dalila     | Saint-Säens  |
| Aida                 | Verdi        |
| Don Carlos           | Verdi        |
| Il trovatore         | Verdi        |
| La forza del destino | Verdi        |
| La traviata          | Verdi        |
| Rigoletto            | Verdi        |
| Simon Boccanegra     | Verdi        |
| Doña Francisquita    | Vives        |
| Sly                  | Wolf-Ferrari |